# Сюлово
Сюло́во (рос. Сюлово, чув. Çулав) — присілок у Чувашії Російської Федерації, у складі Тораєвського сільського поселення Моргауського району.
Населення — 132 особи (2010; 182 в 2002, 216 в 1979; 292 в 1939, 297 в 1926, 277 в 1897, 179 в 1858).

## Історія
Історичні назви — Сюл, Сюлов, Сюлова, Сюлева. Утворився 18 століття як виселок села Рождественське (Тораєво), 19 століття — околоток села Тораєво. До 1866 року селяни мали статус державних, займались землеробством, тваринництвом, ковальством, виробництвом борошна, випічки та тканин. У кінці 19 століття діяли крупорушка, кузня, вітряк. 1882 року відкрито однокласне училище Міністерства народної просвіти. 1929 року утворено колгосп «Урожай». До 1927 року присілок перебував у складі Чиганарської та Тораєвській волостей Ядрінського повіту, у 1924-1927 роках був центром волості. 1927 року присілок переданий до складу Татаркасинського, 16 січня 1939 року — до складу Сундирського, 17 березня 1939 року — до складу Совєтського, 1956 року — до складу Моргауського, 14 липня 1959 року — до складу Аліковського, 1 жовтня 1959 року — повернуто до складу Сундирського, 1962 року — до складу Ядрінського, 1964 року — повернутий до складу Моргауського району.

## Господарство
У присілку діє магазин.